# Seznam vítězů diamantové ligy v běhu na 3000 metrů překážek
Toto je seznam vítězů diamantové ligy v běhu na 3000 metrů překážek.

## Celkoví vítězové
| Muži                 | Muži                |
| -------------------- | ------------------- |
| Diamantová liga 2010 | Paul Kipsiele Koech |
| Diamantová liga 2011 | Paul Kipsiele Koech |
| Diamantová liga 2012 | Paul Kipsiele Koech |
| Diamantová liga 2013 | Conseslus Kipruto   |
| Diamantová liga 2014 | Jairus Birech       |
| Diamantová liga 2015 | Jairus Birech       |
| Diamantová liga 2016 | Conseslus Kipruto   |
| Diamantová liga 2017 | Conseslus Kipruto   |
| Diamantová liga 2018 | Conseslus Kipruto   |
| Diamantová liga 2019 | Getnet Wale         |
| Diamantová liga 2020 | bez vítěze          |
| Diamantová liga 2021 | Benjamin Kigen      |
| Diamantová liga 2022 | Soufiane El Bakkali |
| Diamantová liga 2023 | Simon Koech         |
| Diamantová liga 2024 | Amos Serem          |
| Diamantová liga 2025 | bude oznámeno       |

| Ženy                 | Ženy                    |
| -------------------- | ----------------------- |
| Diamantová liga 2010 | Milcah Chemos Cheywaová |
| Diamantová liga 2011 | Milcah Chemos Cheywaová |
| Diamantová liga 2012 | Milcah Chemos Cheywaová |
| Diamantová liga 2013 | Milcah Chemos Cheywaová |
| Diamantová liga 2014 | Hiwot Ayalewová         |
| Diamantová liga 2015 | Virginia Nyamburaová    |
| Diamantová liga 2016 | Ruth Jebetová           |
| Diamantová liga 2017 | Ruth Jebetová           |
| Diamantová liga 2018 | Beatrice Chepkoechová   |
| Diamantová liga 2019 | Beatrice Chepkoechová   |
| Diamantová liga 2020 | bez vítěze              |
| Diamantová liga 2021 | Norah Jerutová          |
| Diamantová liga 2022 | Werkuha Getachew        |
| Diamantová liga 2023 | Winfred Yaviová         |
| Diamantová liga 2024 | Faith Cherotichová      |
| Diamantová liga 2025 | bude oznámeno           |